# Саларрульяна, Мария Пилар
Мария Пилар Саларрульяна де Верда (исп. María Pilar Salarrullana de Verda; 17 ноября 1937, Сарагоса — 27 июня 2009, Логроньо) — испанская учительница, политическая деятельница, писательница и деятель антикультового движения, известная своими книгами по проблемам сект. В 1979—1982 и 1986—1989 годах была депутатом и сенатором Генеральных кортесов Испании от провинции Риоха, в 1990 году стала членом городского совета города Логроньо, а 1991 по 1995 год также являлась первым заместителем мэра Логроньо.

## Биография
Изучала современные гуманитарные науки (исп. Humanidades Modernas) в Университете Сарагосы, затем преподавала географию и французский язык в средних школах Саргосы и Логроньо.
Была генеральным секретарём риохского отделения Народной демократической партии (исп. Partido Demócrata Popular). В 1979 году стала сенатором от провинции Риоха, будучи избранной в составе коалиции «Союз демократического центра» в Генеральные кортесы Испании, и оставалась в этой должности до 1982 года. В 1986 году была снова избрана в той же провинции, но на этот раз в составе Смешанной парламентской группы (исп. Grupo mixto).
На протяжении трёх лет занималась исследованием феномена сект в Испании, создала «рабочую группу по сектам» (исп. grupo de trabajo sobre sectas) Межведомственной комиссии (исп. Comisión Interministerial). Участвовала в деятельности антикультовой организации RedUNE. Также занималась защитой прав женщин в составе «Смешанной комиссии по равным возможностям для женщин» (исп. Comisión Mixta para la Igualdad de Oportunidades de la Mujer) и женской ассоциации «Asociación Concepción Arenal». Из-за своей критической позиции по отношению к некоторым группам религиозных меньшинств неоднократно получала предложения взяток, угрозы похищением и даже убийством. Юристы «Церкви саентологии» на критику ответили обвинениями в клевете, но в конце 1999 года Верховный суд Испании отклонил их иск к Саларрульяне.
В 1988 году по предложению Саларрульяны был создан комитет депутатов Конгресса (порт. Comissão do Congresso dos Deputados ), занявшийся исследованиями деятельности религиозных групп и по завершении их в 1989 году давший рекомендации парламенту и другим органам власти по этим вопросам.
В 1990 и 1991 году соответственно издала книги «Секты. Живое свидетельство мессии террора в Испании» (исп. Las sectas. Un testimonio vivo sobre los mesías del terror en España) и «Сатанинские секты. Скрытое лицо рабов Люцифера» (исп. Las sectas satánicas. La cara oculta de los esclavos de Lucifer). В эти же годы участвовала в 28 судебных процессах, связанных с её публикациями о деструктивных сектах, и потом заявила, что осталась «одна перед лицом угроз и не имеет возможности продолжать».
C 1991 по 1995 год Мария Пилар Саларрульяна была первым заместителем мэра Логроньо и членом городского совета. Её решение сделать пешеходными несколько улиц в центре города вызвало недовольство некоторых жителей и оказалось одним из самых противоречивых.
В 1993 году написала книгу «Во имя Риохи» (исп. En el nombre de La Rioja), посвящённую истории этой испанской провинции.
В октябре 1994 года в интервью El País заявила, что «восемь лет я посвящала большую часть моей политической деятельности … изучению общественных, возникающих в результате деятельности деструктивных сект, и оказанию помощи как можно большему числу людей, пострадавших от этого. С сожалением, почти что с раскаянием, полтора года назад я … признала своё поражение. Причиной тому был не страх перед угрозами (хоть мне и пришлось два года ходить под охраной). Было две причины: расходы на [судебную] защиту от жалоб … и, в первую очередь, чувство одиночества и беспомощности».
В 1995 году Саларрулльяна ушла из политики и снова занялась преподаванием французского языка.
В 2004 году вернулась к теме сект в своей художественной книге «Второе пришествие» (исп. La segunda venida), которая в 2009 году была издана шрифтом Брайля.

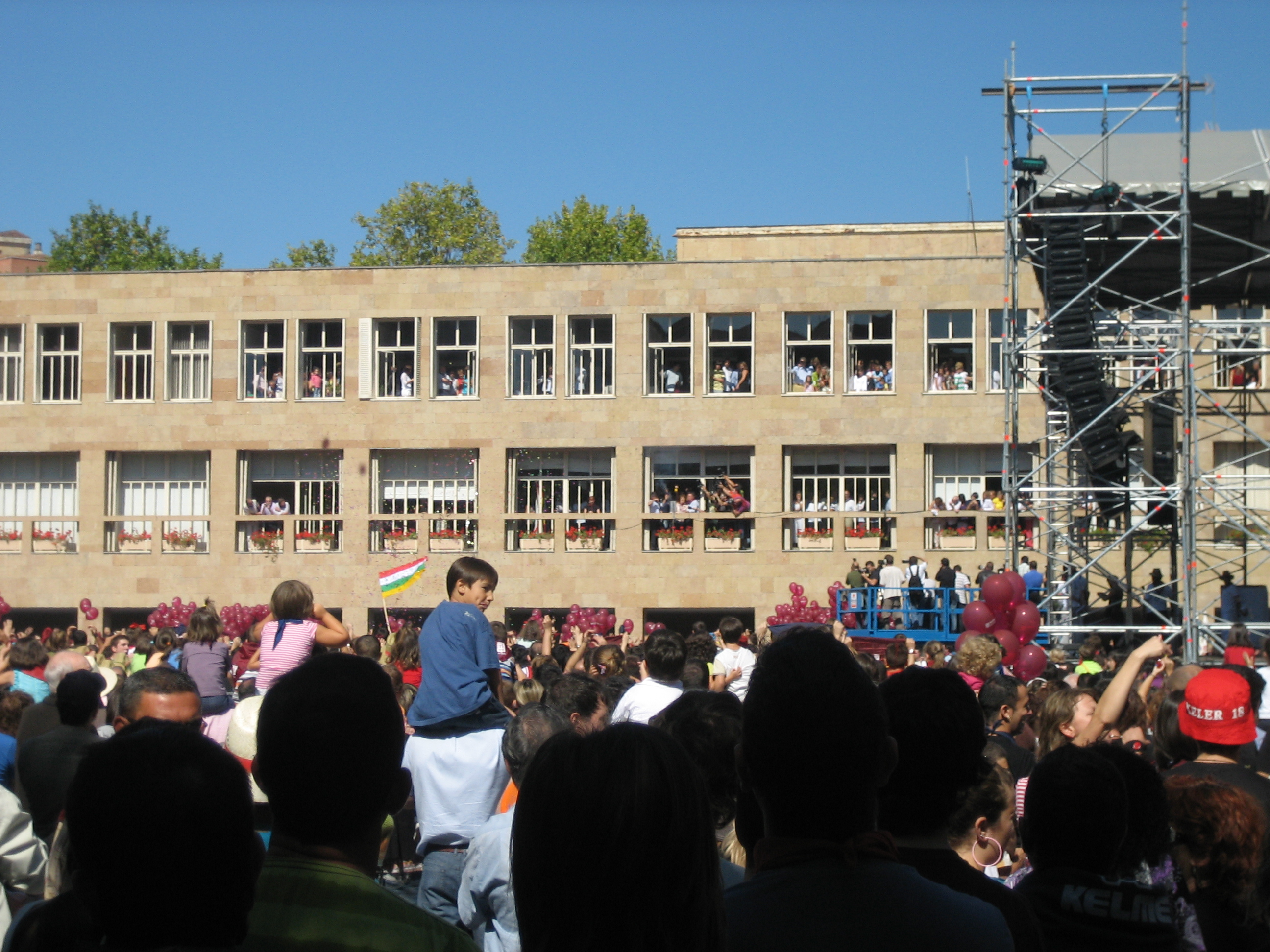
Пилар Салларрулана запускает чупиназо на открытии фестиваля Сан-Матео в Логроньо в 2008 году

В последние годы жизни Саларрульяна работала обозревателем газеты La Rioja, была полным членом Общественного совета города Логроньо (исп. Consejo Social del Ayuntamiento de Logroño) и Ассоциации бывших парламентариев Испании (исп. Asociación Española de Ex Parlamentarios), выступала в телепередачах в качестве эксперта по сектам. Одно из последних её появлений на публике произошло в 2008 году в Логроньо, где Саларрульяна открыла ежегодный городской фестиваль Сан-Матео (исп. Fiestas de San Mateo) запуском особой сигнальной ракеты — чупиназо (исп. Chupinazo).
В этом же городе она прожила остаток своих дней и 27 июня 2009 года скончалась после продолжительной болезни. Похоронена в городе Трисио, где одна из улиц названа в её честь.

## Признание и память
«Комиссия по исторической памяти» (исп. La Comisión de la Memoria Histórica) предложила Городскому совету Логроньо переименовать площадь Мартина Баллестероса (Plaza Martín Ballesteros) в площадь Пилар Саларрульяны (Plaza Pilar Salarrullana), но это предложение не было принято.
Издательство Buscarini посмертно опубликовало роман «Предчувствие» (исп. Premonición), который Пилар Саларрульяна написала в промежутке между 1966 и 1990 годами. В этом романе в жанре вымышленной автобиографии от лица главного героя, у которого был диагностирован рак, рассказывается о его борьбе с болезнью.

## Пояснения
1. ↑  исп. sola ante sus amenazas y sin poder seguir
2. ↑  исп. Durante ocho años dediqué gran parte de mi actividad política [...] a estudiar los problemas que, para la sociedad, se derivaban de la actuación de las sectas destructivas y a ayudar a cuantas personas sufrían por esta causa [...]. Con pena, casi con remordimiento, hace año y medio [...] tiré la toalla. El motivo no fueron ni las amenazas, ni el miedo [...] (tuve que llevar escolta durante dos años). Hubo dos causas: la cantidad de dinero que me ha costado defenderme de las querellas, [...] y, sobre todo, la sensación de soledad e impotencia